# Breuilpont

Breuilpont este o comună în departamentul Eure, Franța. În 1 ianuarie 2022 avea o populație de 1.212 de locuitori.

## Toponimie
Numele localității este atestat ca Brolium Pontis (fără dată), apoi, în 1336: Breuil du Pont; Brudepont în 1434, apoi din nou: Breul du Pont în 1479 și Brutepont în 1557.
Breuilpont este probabil o formațiune medievală toponimică, al cărei al doilea element - pont, face aluzie la o lucrare care permite trecerea râului Eure. Este greu de spus dacă primul element este vechea franceză breuil "wood, coppice", dată fiind contradicția formelor antice.
În ceea ce privește numele celor două castele:
- Sf. Cheron (apostol al Galiei în secolul al cincilea Caraunus, Ceraunus, într-o formă latină). În 1793, descoperim Saint-Chéron-des-Fontaines, iar în 1828, satul este numit Saint-Chéron-des-Bois.
- Lorey: Lorei, Lorrei, apoi Lorre, Lorray și Lauray sau Laurey și în cele din urmă Lore. În 1828: Lorei-sur-Eure. Probabil este explicat ca Loray (Doubs) de gallo-romanul LAURACU, adică numele de persoană Laurus, urmat de sufixul -acum.

## Geografie

### Hidrografie
Orașul este mărginit la vest de Eure, un afluent al Senei, care îl separă de Merey.